# Endasys declivis
Endasys declivis är en stekelart som beskrevs av Luhman 1990. Endasys declivis ingår i släktet Endasys och familjen brokparasitsteklar. Inga underarter finns listade i Catalogue of Life.